# رفتار غیرخطی
رفتارهای غیرخطّی یا طبیعت غیر خط‌گونهٔ (به انگلیسی: Nonlinearity) پدیده‌ها بازگشت زمانی و تعیین آسان، تضمین شده، و بی‌ابهام علل ایجاد گر معلول‌ها و اثرات مختلف را امکان‌پذیر نمی‌گذارد.

## تعریف
تعریف ریاضی: 
در ریاضی رفتار خطی را اینگونه توصیف می‌کنند:
1. جمعی بودن[۱]: {\displaystyle f(x+y)\ =f(x)\ +f(y)\,}
2. همگنی[۲]: {\displaystyle f(\alpha x)\ =\alpha f(x)\,}

## رفتار غیرخطی
مثلا:
{\displaystyle x^{2}+x-1=0\,}
که به این شکل نوشته می‌شود
{\displaystyle f(x)=C\quad {\mbox{where}}\quad f(x)=x^{2}+x\quad {\mbox{and}}\quad C=1\,}